# Chalamont
Chalamont je francouzská obec v departementu Ain v regionu Auvergne-Rhône-Alpes. V roce 2011 zde žilo 2 365 obyvatel.

## Sousední obce
Crans, Châtenay, Châtillon-la-Palud, Le Plantay, Saint-Nizier-le-Désert, Versailleux, Villette-sur-Ain

## Vývoj počtu obyvatel
Počet obyvatel 